# Algonquin (jezioro)
Algonquin – duże jezioro glacjalne w Ameryce Północnej, które istniało w epoce plejstocenu i pokrywało większość obszaru zajmowanego obecnie przez trzy Wielkie Jeziora: Jezioro Górne, Michigan oraz Huron. Zajmowało prawdopodobnie powierzchnię około 250 000 km2 i miało głębokość dochodzącą do 460 metrów. Pozostałościami po jeziorze Algonquin są jeziora: Górne, Michigan, Huron, Nipigon, Simcoe i Nipissing.